# Самсоновка
Самсо́новка (каз. Самсоновка) — село у складі Усть-Каменогорської міської адміністрації Східноказахстанської області Казахстану.
Населення — 451 особа (2009; 427 у 1999, 415 у 1989).
Національний склад станом на 1989 рік:
- росіяни — 48 %
- казахи — 47 %